# Pita Amor
Guadalupe Teresa Amor Schmidtlein (* 30. Mai 1918 in Mexiko-Stadt; † 8. Mai 2000 ebenda), die unter dem Pseudonym Pita Amor schrieb, war eine mexikanische Dichterin.
Amor wurde 1918 in Mexiko-Stadt als das jüngste von sieben Kindern einer französisch-deutsch-spanischen Familie geboren. Ihre Eltern waren Carolina Schmidtlein y García Teruel und Emmanuel Amor Subervielle. Die finanziellen Schwierigkeiten ihrer Familie nach der Revolution erzählt sie in ihrem Werk „Yo soy mi casa“.
Während ihres Lebens war sie für ihren rebellischen Lebensstil bekannt. Während ihrer Jugend war sie Schauspielerin und Model für berühmte Fotografen und Maler wie Diego Rivera und Raúl Anguiano. José Clemente Orozco, David Alfaro Siqueiros und María Félix zählten zu ihren Freunden.
Ihre Poesie, beeinflusst von Juana Inés de la Cruz („Die 10. Muse“) und Francisco de Quevedo, zeichnet sich durch ihre direkten Ausdrücke über metaphysische Fragen aus, die in der ersten Person angegeben sind.

## Werke
- Yo soy mi casa (1946)
- Puerta obstinada (1946)
- Círculo de angustia (1948)
- Polvo (1949)
- Más allá de lo oscuro (1951)
- Décimas a Dios (1953)
- Otro libro de amor (1955)
- Sirviéndole a Dios, de hoguera (1958)
- Todos los siglos del mundo (1959)
- Galería de Títeres (1959)
- Como reina de barajas (1966)
- Fuga de negras (1966)
- El zoológico de Pita Amor (1975)
- Las amargas lágrimas de Beatriz Sheridan (1981)
- A mí me ha dado en escribir sonetos (1981)
- 48 veces Pita (1983)
- Letanías (1983)
- Pita y otros monstruos: Siete sonetos (1983)
- Soy dueña del universo (1984)
- Ese cristo terrible en su agonía (1984)
- La jungla (1984)
- Pita por Guadalupe Amor (1985)
- Mis crímenes (1986)
- Cuadros de una exposición (1986)
- Cien sonetos a vuelo alto (1987)
- Los pájaros (1988)
- La sombra del mulato (1989)
- Los treinta y tres cristos de Guadalupe Amor (1989)
- Liras (1990)

Quelle: